# بی‌هوازی اجباری
به هر جانداری که برای رشد به اکسیژن نیاز نداشته باشد و حتی شاید در حضور اکسیژن بمیرد، اندامگان بی‌هوازی (Anaerobic organism) گفته می‌شود. بی‌هوازی اجباری (Obligate anaerobes) به آن دسته ارگانیسم‌هایی که در حضور اکسیژن هوا (غلظت ۲۱٪) توانایی زندگی ندارند گفته می‌شود. برخی از این باکتریها در غلظت‌های پایینتر اکسیژن (مثلاً ۸٪) می‌توانند زنده بمانند. از باکتری‌های بی‌هوازی اجباری یا مطلق می‌توان به کلوستریدیومها، اکتینومایسیسها، باکتروئیدها و فوزوباکتریومها اشاره کرد.

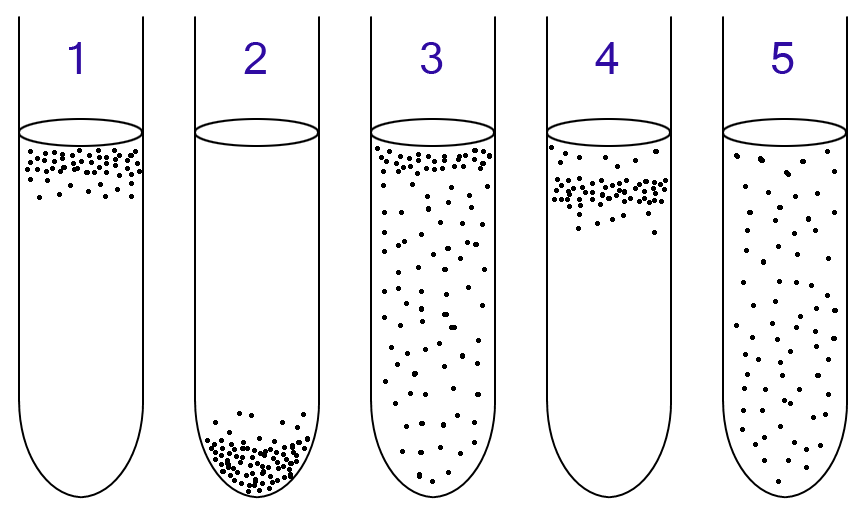
Aerobic and anaerobic bacteria can be identified by growing them in test tubes of thioglycollate broth: ۱: اندامگان هوازیs need oxygen because they cannot ferment or respire anaerobically. They gather at the top of the tube where the oxygen concentration is highest. ۲: بیهوازی اجباریها are poisoned by oxygen, so they gather at the bottom of the tube where the oxygen concentration is lowest. ۳: بی‌هوازی اختیاری can grow with or without oxygen because they can metabolise energy aerobically or anaerobically. They gather mostly at the top because aerobic respiration generates more ATP than either fermentation or anaerobic respiration. 4: خرد هوازیs need oxygen because they cannot ferment or respire anaerobically. However, they are poisoned by high concentrations of oxygen. They gather in the upper part of the test tube but not the very top. 5: Aerotolerant organisms do not require oxygen as they metabolise energy anaerobically. Unlike obligate anaerobes however, they are not poisoned by oxygen. They can be found evenly spread throughout the test tube.

## دسته‌بندی بی هوازی‌ها
سه دسته اصلی از بی هوازی‌ها وجود دارد:
- بیهوازی اجباری (Obligate anaerobes): آن دسته ارگانیسمهایی که در حضور اکسیژن هوا (غلظت ۲۱٪) توانایی زندگی ندارند.
- بیهوازی اختیاری (Facultative anaerobes) :دسته‌ای که توانایی استفاده از الکترون موجود در اکسیژن را هم دارند در واقع قابل شیفت شدن به متابولیسم هوازی در محیط‌های حاوی اکسیژن‌اند.
- تحمل‌کننده هوا (Aerotolerant organisms) :آن بیهوازیانی که در حضور اکسیژن هم می‌توانند به فعالیت خود ادامه دهند ولی قادر به استفاده از الکترون اکسیژن نیستند.

## متابولیسم بی‌هوازی ها
باکتری‌های بی‌هوازی اجباری فسفوریلاسیون اکسیداتیو را انجام نمی‌دهند. علاوه براین، آن‌ها در حضور اکسیژن کشته می‌شوند. این باکتری‌ها فاقد آنزیم‌های خاصی مثل کاتالاز(که پراکسید هیدروژن را به آب و اکسیژن تجزیه می‌کند)، پرکسیداز(که به واسطه آن NADH + H2O2 به NAD و O2 تبدیل می‌شوند) و سوپراکسید دیسموتاز (که به واسطه آن سوپراکسید به پراکسید هیدروژن تبدیل می‌شود) هستند. در سایر باکتری‌ها این آنزیم‌ها وجود دارند و آن‌ها سمیت پراکسید و رادیکال‌های آزاد اکسیژن را که طی متابولیسم در حضور اکسیژن تولید شده‌اند برطرف می‌کنند.
ارگانیسم‌های بی‌هوازی اختیاری مانند اشریشیا کُلای می‌توانند بین انواع هوازی و غیرهوازی دگرگشت (متابولیسم) تغییر جهت دهند. تحت شرایط بی‌هوازی، آن‌ها به وسیله تخمیر یا تنفس بی‌هوازی رشد کرده، اما در حضور اکسیژن به سمت تنفس هوازی برمی‌گردند.
ارگانیسم‌های تحمل‌کننده هوا فقط متابولیسم غیراکسیداتیو دارند، ولی به دلایلی مانند وجود آنزیم‌های فوق در برابر اکسیژن مقاومند.